# صالح زكي بك
صالح زكي بن حسن أفندي آل شاكر (1900-1969)، سياسي وإداري عراقي شغل منصب رئيس قسم الحسابات في وزارة الدفاع العراقية، وكان حسن الاخلاق كريم النفس، وانتقل في وظيفته بين عدة ألوية من ألوية العراق، وشارك في حروب وحركات الشمال ضد تمرد الأكراد في عقد الثلاثينيات خلال عهد المملكة العراقية.

## ولادته ونسبه
ولد عام 1318 هـ/1900م، في محلة الدنكجية الواقعة في جانب الرصافة من بغداد وانتقلت عائلته بعدئذ إلى محلة جديد حسن باشا، واسمهُ مركب (صالح زكي) وهو ابن حسن أفندي بن محمد أفندي آل شاكر. من عائلة شاكر أفندي البغدادية وهي عائلة من أصول تركية ترجع بنسبها إلى القبائل العربية التي كانت تسكن بلاد الأناضول ( تركيا حاليا).

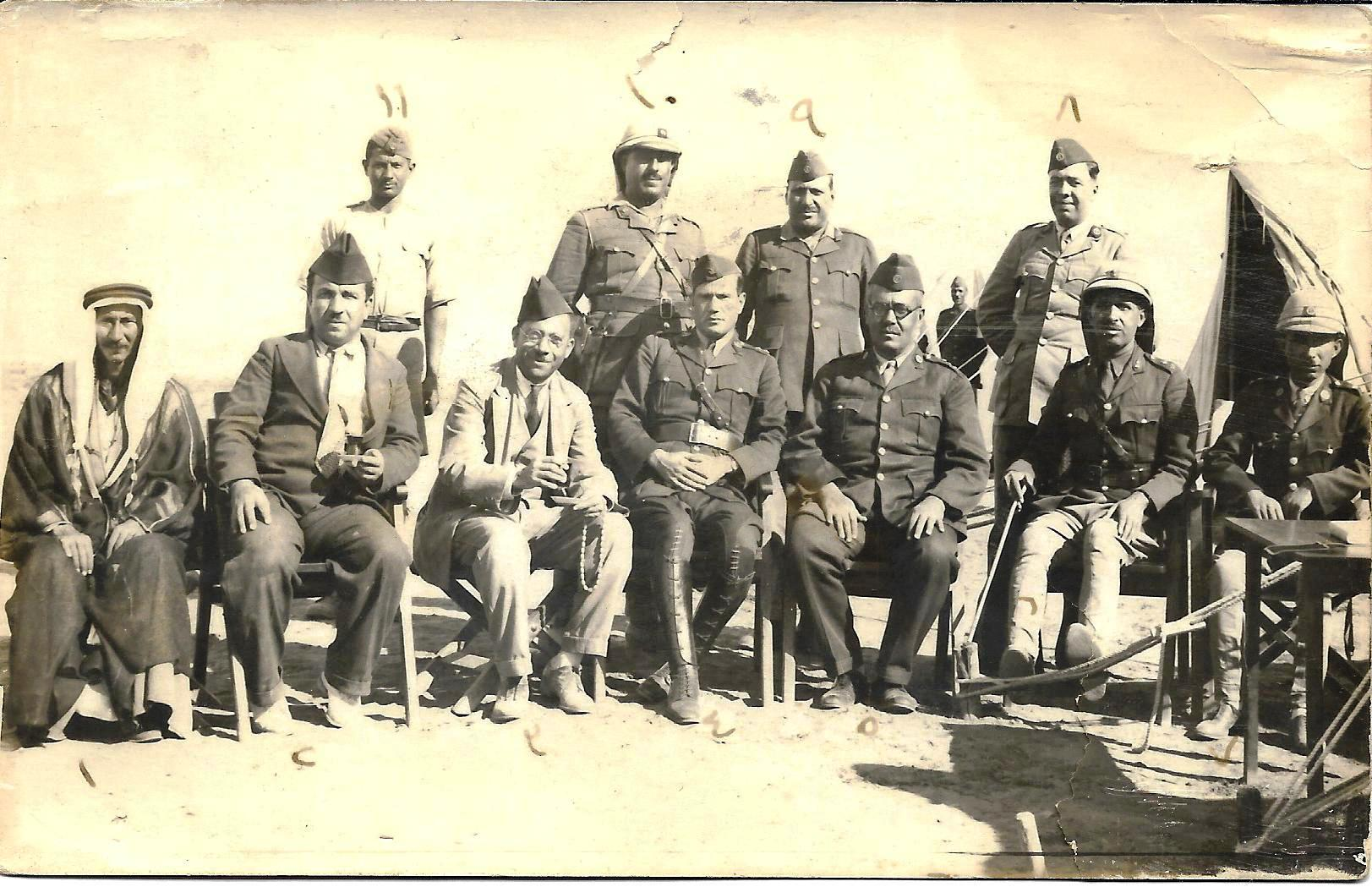
صالح زكي بك حيث يظهر جالسا الثاني من اليسار، التقطت الصورة في عام 1935م، في شمال العراق أثناء خدمتهِ في الحركات العسكرية ضد تمرد الأكراد في منطقة سنجار في قرية كوهيل

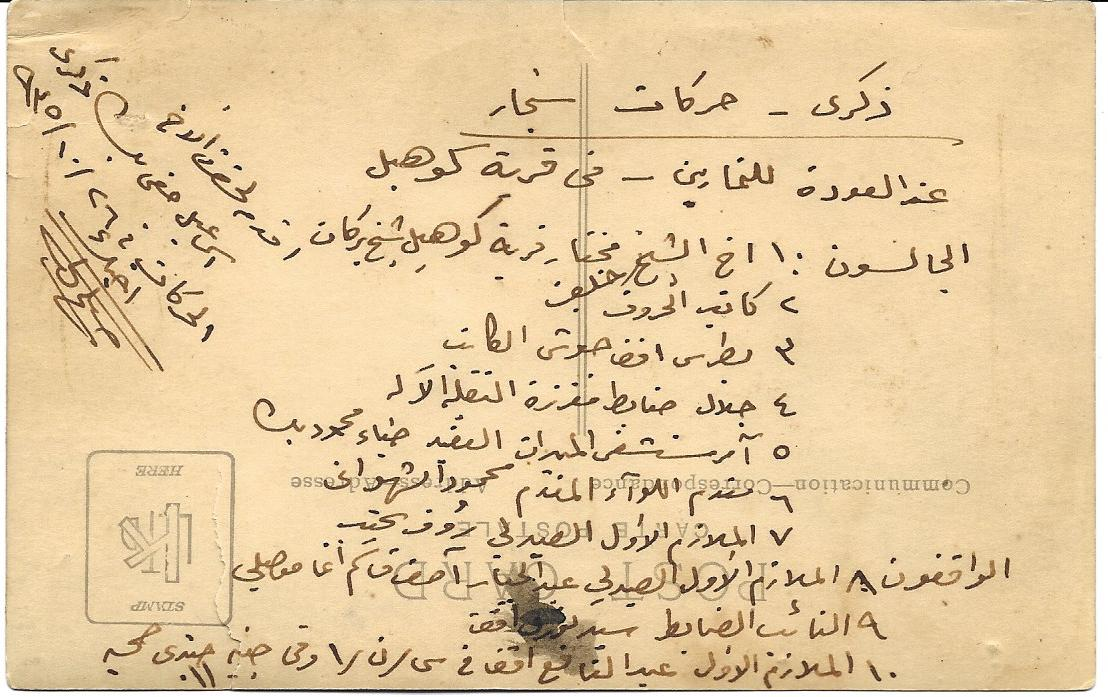
الشرح خلف الصورة أعلاه بخط يد صالح زكي ويهديها لأخوه إسماعيل حقي بك

## حياته ونشأته
نشأ صالح زكي في بغداد، وتعلم الكتابة وقراءة القرآن في الكتاتيب وهو صغير، ودرس على يد علماء بغداد، وانهى دراسته الأولية في مدارس بغداد عام 1917م. وفي عام 1925م، بعد انتهاء حملة بلاد الرافدين وسقوط بغداد، ونشوء دولة المملكة العراقية التحق بدورة تدريبية إدارية نال بعدها وظيفة إدارية في جيش المملكة العراقية، وتدرج في المناصب حتى شغل منصب رئيس كتاب الحسابات في وزارة الدفاع، ثم أحيل على التقاعد في نهاية عقد الخمسينيات من القرن العشرين.

## عائلته وأولاده
ينتسب صالح زكي إلى عائلة بغدادية ذات أصول تركية ولقد كان لعائلتهِ مجلساً في بغداد يعرف بمجلس آل شاكر أفندي، وشغل والدهُ حسن أفندي وعمه عبد الرزاق أفندي مناصب إدارية مهمة في الدولة العثمانية، ومن عائلتهِ أخوه إسماعيل حقي بك الذي شغل منصب رئيس المحكمة العسكرية، وابن عمهِ موسى كاظم بك الذي تقلد مناصب إدارية وقضائية كثيرة في عهد المملكة العراقية، وابن عمهِ سلمان فائق الذي كان جراحاً مشهوراً.
تزوج صالح زكي من ابنة تاجر كردي من أكراد الموصل، وكان لهُ منها ثلاثة أولاد وبنت واحدة وهم (مهدي وحسن ومصطفى وسلمى)، ثم تزوج بعدها من لائقة خاتون وهي من عائلة بغدادية معروفة كان خالها مفتي الديار كمال الدين الطائي، وأنجبت لهُ ابنته افتخار.

## وفاته
أصيب بمرض السكر وعانى من مضاعفاتهِ أواخر عمرهِ ولقد توفى في دارهِ الواقعة في منطقة حي اليرموك ببغداد عام 1389هـ/ 1969م.